# Рівняння Ейлера (динаміка твердого тіла)
Ейлерові рівняння руху — векторні квазілінійні звичайні диференціальні рівняння першого порядку, що в  класичній механіці описують обертання твердого тіла, використовуючи обертову систему координат, осі якої прикріплені до тіла і вирівняні по його головних осях інерції. Їхня загальна форма така:
{\displaystyle \mathbf {I} \cdot {\dot {\boldsymbol {\omega }}}+{\boldsymbol {\omega }}\times \left(\mathbf {I} \cdot {\boldsymbol {\omega }}\right)=\mathbf {M} .}
де M —  момент сили, що діє на тіло,  I — тензор інерції, а ω — кутова швидкість щодо головних осей.

## Отримання
Для отримання рівнянь Ейлера  потрібен закон збереження імпульсу {\displaystyle {\boldsymbol {L}}=M{\boldsymbol {v}}_{G}} і закон збереження моменту імпульсу {\displaystyle {\boldsymbol {H}}=\mathbf {I} {\boldsymbol {\omega }}}, де {\displaystyle {\boldsymbol {v}}_{G}} — вектор швидкості центру мас. 
Збереження імпульсу вимагає, щоб {\displaystyle {\dot {\boldsymbol {L}}}={\boldsymbol {F}}.} Збереження моменту імпульсу щодо центру мас вимагає, щоб {\displaystyle {\dot {\boldsymbol {H}}}_{G}={\boldsymbol {M}}_{G}.}
Розглянемо довільний рух тіла щодо його центру мас. Спочатку спробуємо вивчати його в інерційній системі координат. У певну мить ми можемо обчислити момент імпульсу тіла як {\displaystyle {\boldsymbol {H}}=\mathbf {I} {\boldsymbol {\omega }}.} Спочатку ми, звісно, вирівнюємо нашу систему координат із головними осями тіла. Ми можемо записати
{\displaystyle {\boldsymbol {M}}_{G}={\dot {\boldsymbol {H}}}=d/dt(\mathbf {I} {\boldsymbol {\omega }})={\dot {\mathbf {I} }}{\boldsymbol {\omega }}+\mathbf {I} {\dot {\boldsymbol {\omega }}}.}
Так можна було б зробити, але складність полягає у відстежуванні {\displaystyle {\dot {\mathbf {I} }}} у інерційній системі координат. Осі інерційної системи, хоч з початку і вирівняні з головними осями, з часом будуть змінюватись. Отже, якщо ми розглядаємо не сферу, то нам не вдасться далеко просунутись із цим підходом.
Ми сформулюємо наше рівняння у системі координат, прив'язаній до тіла. Це вимагатиме відстежувати рух тіла, але тензорі інерції не залежатиме від часу. У будь-яку мить зміна {\displaystyle {\boldsymbol {H}}} складатиметься з власне зміни в часі {\displaystyle {\dot {\boldsymbol {H}}}} плюс ефект миттєвого обертання осей завдяки {\displaystyle {\boldsymbol {\omega }}:}
{\displaystyle {\dot {\boldsymbol {H}}}=\mathbf {I} {\dot {\boldsymbol {\omega }}}+{\boldsymbol {\omega }}\times {\boldsymbol {H}}.}
Тобто,
{\displaystyle {\boldsymbol {M}}=\mathbf {I} {\dot {\boldsymbol {\omega }}}+{\boldsymbol {\omega }}\times {\boldsymbol {H}}.}
Якщо ми вибрали головні осі, тоді ми можемо виразити момент імпульсу через момент інерції відносно головних осей. Оскільки відносно головних осей інерції тензор інерції має діагональну форму, то можна записати:
{\displaystyle {\begin{aligned}M_{x}&=I_{xx}{\dot {\omega }}_{x}+(I_{zz}-I_{yy})\omega _{y}\omega _{z}\\M_{y}&=I_{yy}{\dot {\omega }}_{y}+(I_{xx}-I_{zz})\omega _{z}\omega _{x}\\M_{z}&=I_{zz}{\dot {\omega }}_{z}+(I_{yy}-I_{xx})\omega _{x}\omega _{y}\end{aligned}}}